# Kerivoula krauensis
Kerivoula krauensis é uma espécie de morcego da família Vespertilionidae. Pode ser encontrado na Malásia.